# چراغ‌ها را نابود کن
«چراغ‌ها رونابود کن» ترانه‌ای از بریتنی اسپیرز است. این ترانه در آلبوم سیرک (آلبوم) قرار داشت.